# Ludwig Werner (Politiker)

Ludwig Werner

Ludwig Werner (* 16. Februar 1855 in Bubenrode; † Januar 1928) war Redakteur und einer der führenden Antisemiten in Nordhessen. Von 1890 bis 1918 war er Mitglied des Deutschen Reichstags für die antisemitische Deutsche Reformpartei und die Deutschvölkische Partei.

## Leben
Ludwig Werner wurde als Sohn eines Gutspächters auf dem Gut Bubenrode bei Malsfeld in Nordhessen geboren. Er besuchte bis 1871 die Lehr- und Erziehungsanstalt von Prof. Dr. Schenk in Friedrichsdorf bei Homburg v. d. Höhe, brach seine schulische Ausbildung dann aber ab. Stattdessen absolvierte eine kaufmännische Lehre in Hersfeld und arbeitete danach zunächst als Kaufmann.
Werner war 1881 einer der Gründer des antisemitischen Kasseler Reformvereins, dessen Vorsitzender er lange Jahre blieb. Ab 1. Juli 1882 redigierte er die von ihm selbst unter dem Motto „Die Judenfrage ist die soziale Frage“ in Kassel herausgegebene Wochenzeitung Reichsgeldmonopol, ein Hetzblatt, das von 1892 bis 1895 unter dem Titel Antisemitisches Volksblatt, von 1896 bis 1899 als Hessischer Volksbote erschien. Werner befasste sich als Redakteur nahezu ausschließlich mit den wirtschaftlichen Problemen der Bauern und Kleinbürger, die er ursächlich mit der „Judenfrage“ verknüpfte. Sein Blatt fand, mit jüdischen Anekdoten und reißerisch aufgemachten Wuchergeschichten, einen beträchtlichen Leserkreis in Nordhessen und Oberhessen. In den 1880er Jahren waren Werner und Otto Böckel (1859–1923) die führenden Antisemiten im ehemaligen Kurhessen, das zu einer Hochburg des Antisemitismus wurde. Bei den Reichstagswahlen von 1893 gewannen antisemitische Kandidaten fünf der acht Wahlkreise im Regierungsbezirk Kassel. Ausgenommen blieben lediglich die Wahlkreise Kassel-Melsungen, Fulda-Schlüchtern-Gersfeld und Hanau-Gelnhausen. Zwar zerstritten sich die beiden zeitweise, fanden sich aber im Jahre 1890 in der Antisemitischen Volkspartei wieder zusammen.
Werner wurde am 20. Februar 1890 für den Reichstagswahlkreis Regierungsbezirk Kassel 1 (Rinteln-Hofgeismar-Wolfhagen) in den Reichstag gewählt. Dort schloss er sich mit den radikalen Antisemiten Böckel, Oswald Zimmermann (1859–1910) und Wilhelm Pickenbach (1850–1903) im Juni 1890 zur „Fraktion der Antisemiten“ zusammen. Als Max Liebermann von Sonnenberg seinen Beitritt verweigerte, gründeten die vier im Juli 1890 in Erfurt die radikale Antisemitische Partei, die bald darauf in Antisemitische Volkspartei und 1893 in Deutsche Reformpartei umbenannt wurde.
Im Herbst 1892 traten Werner und Böckel auf einer Anzahl antisemitischer Versammlungen in Hersfeld, Rotenburg an der Fulda und einer Reihe von ländlichen Gemeinden der Umgebung auf. Unmittelbar nach der Reichstagsauflösung vom 6. Mai 1893 eröffneten sie dann am 7. Mai in Schenklengsfeld den Wahlkampf in dem von ihnen als „sturmreif“ erklärten Wahlkreis Hersfeld-Hünfeld-Rotenburg, mit Ludwig Werner als Kandidat. In den Wahlen am 15. Juni 1893 erreichte Werner in seinem bisherigen Wahlkreis Rinteln-Hofgeismar-Wolfhagen 26,6 % und in Hersfeld-Hünfeld-Rotenburg 34,3 % der Stimmen. Die Stichwahl in Rinteln-Hofgeismar-Wolfhagen am 24. Juni 1893 entschied er mit 56,3 % für sich. Die Stichwahl am 24. Juni in Hersfeld-Hünfeld-Rotenburg, gegen den konservativen Hersfelder Landrat Werner von Schleinitz, einen aus christlicher Überzeugung entschiedenen Gegner von Antisemitismus, gewann er mit 62,3 % der Stimmen. Er nahm das Mandat für Hersfeld-Hünfeld-Rotenburg an. In seinem bisherigen Wahlkreis Rinteln-Hofgeismar-Wolfhagen errang per Nachwahl der Antisemit Adolf König das Reichstagsmandat.
Werner wurde regelmäßig wiedergewählt und vertrat den Reichstagswahlkreis Regierungsbezirk Kassel 6 Hersfeld-Hünfeld-Rotenburg bis zum Ende des deutschen Kaiserreichs 1918. Von 1911 bis 1914 war er Vorsitzender der Deutschen Reformpartei. Beim Zusammenschluss der Antisemiten der Deutschsozialen Partei und der Deutschen Reformpartei in der am 22. März 1914 gegründeten Deutschvölkischen Partei übernahm Ludwig Werner das Amt des 2. Vorsitzenden.
Von 1898 bis 1904 war er auch Mitglied des Hessen-Nassauischen Landtags und von 1898 bis 1908 Mitglied des Preußischen Abgeordnetenhauses.